# Karat Software
KARAT Software a.s. je česká společnost, která se zabývá vývojem, implementací a správou ekonomických a komplexních podnikových informačních systémů (ERP), určených pro střední a velké společnosti podnikající v oblastech výroby, obchodu, služeb a servisu. V současnosti[kdy?] poskytuje své služby více než 850 klientským podnikům, v nichž její informační systémy používá více než 11 000 uživatelů. O uživatelskou základnu se v České republice a na Slovensku stará přes 100 pracovníků a k dispozici je také rozsáhlá síť servisních a prodejních partnerů.

## Historie
Historie společnosti KARAT Software a.s. se datuje od dubna roku 1990, kdy začalo samostatné ekonomické působení předchůdců dnešní společnosti. Prvním produktem pracujícím v prostředí MS DOS byl ekonomický systém ISO (ISO = informační systém organizace). O 10 let později přišel na trh nový komplexní podnikový informační systém KARAT, který je dnes[kdy?] stěžejním produktem v rámci portfólia. V roce 2006 společnost změnila název z původního I.F.T. PROGRES a.s. na KARAT Software a.s.

## Produkty
Mezi produkty společnosti patří Informační systém KARAT, což je podnikový ERP systém určený pro střední a velké společnosti. Na trh byl uveden v roce 1999 a při jeho vývoji byly využity zkušenosti z vývoje informačního systému ISO, přímého předchůdce produktu KARAT. Informační systém ISO je ekonomický a účetní systém v prostředí operačního systému MS DOS.
Společnost dále vyvíjí systém ALITEO, moderní nástroj pro řízení porad, projektů, týmů a helpdesku. Umožňuje efektivní správu interních procesů, včetně specifických workflow, a je navržen tak, aby šetřil čas prostřednictvím automatizace a přehledného řízení činností napříč organizací.

## Certifikáty
Společnost je držitelem certifikátu ISO 9001:2015 pro obor činnosti Vývoj a implementace podnikových informačních systémů. V roce 2022 získala firma od společnosti Bisnode Česká republika nejvyšší stupeň mezinárodního ratingového ocenění AAA. Společnost je dlouholetým partnerem společnosti Microsoft, přičemž v roce 2007 získala nejvyšší úroveň certifikace - Microsoft Gold Certified Partner.

## Ocenění
Projekt „Implementace globálního IS KARAT“ ve společnosti ČKD Blansko Holding se stal vítězem 15. ročníku soutěže IT projekt roku 2017. Firma se pravidelně účastní soutěže IT Produkt vyhlašované časopisem ComputerWorld a stala se finalistou této soutěže v letech 2007, 2008, 2009, 2011, 2012, 2013, 2015, 2018, 2021 a 2024.
Od společnosti IBM získala v roce 2010 ocenění za nejúspěšnějšího obchodního partnera v kategorii „Dodavatel podnikových aplikací“.

## Členství
Společnost KARAT Software je členem České společnosti pro systémovou integraci a spolupracuje s Vysokou školou logistiky.